# Zalesie (powiat kętrzyński)
Zalesie (niem. Ernsthof) – osada w Polsce położona w województwie warmińsko-mazurskim, w powiecie kętrzyńskim, w gminie Barciany.
W latach 1975–1998 miejscowość administracyjnie należała do województwa olsztyńskiego.
W miejscowości brak zabudowy.